# Apocephalus fuscipalpis
Apocephalus fuscipalpis är en tvåvingeart som beskrevs av Borgmeier 1958. Apocephalus fuscipalpis ingår i släktet Apocephalus och familjen puckelflugor. Inga underarter finns listade i Catalogue of Life.